# Крайцери скаути тип „Актив“
Актив (на английски: Active) са серия крайцери скаути на Британския Кралски флот, построени през 1911 – 1913-те г. на 20 век. Проектът представлява развитие на крайцерите от типа „Блонд“. Всичко от проекта са построени 3 единици: „Актив“ (на английски: HMS Active), „Амфион“ (на английски: HMS Amphion) и „Фиърлес“ (на английски: HMS Fearless). Това са последните скаути на Кралския флот. Конструктивно повтарят предишните крайцери скаути, със същото въоръжение от десет 102 mm оръдия, скорост от 25 възела, както и при родоначалника на класа и незначително увеличена площ на бронята. Към времето на влизането им в строй тяхната скорост вече не е достатъчна за взаимодействие със съвременните разрушители. Независимо от това и трите крайцера започват войната като лидери на флотилии от разрушители.

## Конструкция
Те стават последния тип крайцери скаути, построени за Кралския флот, тъй като се оказват прекалено бавни, за да водят разрушителите в атака или да защитават флота от атаките на вражеските разрушители. Типът Active е не много подобрена версия на предишните разузнавачи от типа Blonde, като главната видима разлика се заключава в това, че е изменена формата на форщевена, за да се подобрят техните мореходни качества. Два от трите са поръчани в рамките на Военноморската програма за 1910 – 1911 година, а последният влиза в следващата военноморска програма.

### Въоръжение
Въоръжени са с 10 × 102 mm оръдия Mk VII и 4 × 47 mm оръдия „Викерс“, два 18 дюймови торпедни апарата.

### Брониране
Носят пълна карапасна бронирана палуба, с дебелина един дюйм. Дебелината на обшивката на борда в района на турбините и котлите е увеличена до 19 – 25 mm.

### Силова установка
Силовата установка се състои от 4 парни турбини „Парсънс“ с номинална мощност от 18 000 к.с. задвижващи четири гребни винта и е разчетена за достигането на скорост от 25 възела. „Активите“ имат 12 водотръбни котли „Яроу“. Запас гориво – 780 дълги тона въглища и 190 t нефт.
Скорост на изпитанията:
- „Актив“ – 25,1 възела при 19 803 к.с.;
- „Фиърлес“ – 25,9 възела при 19 489 к.с.[1]

## История на службата
- HMS Active – заложен на 27 юли 1910 г., спуснат на вода на 14 март 1911 г., в строй от ноември 1911 г.
- HMS Amphion – заложен на 15 март 1911 г., спуснат на вода на 4 декември 1911 г., в строй от март 1913 г.
- HMS Fearless – заложен на 15 ноември 1911 г., спуснат на вода на 12 юни 1912 г., в строй от ноември 1913 г.[2]

По време на Първата световна война първия потънал британски кораб е лидерът на 3-та флотилия крайцера скаут HMS Amphion, който на 6 август 1914 г. се натъква на мина, поставена от минния заградител „Кьонигин Луизе“.
HMS Active и HMS Fearless участват в Ютландското сражение.

## Оценка на проекта
Крайцерите скаути тип „Актив“ струват средно 240 000 £, а последните строени крайцери от типа „Таун“ – над 356 000 £.
Но нито едните, нито другите не развиват ход 27 – 29 възела, необходим за разузнаване и водене на флотилиите на разушители. Поради тази причина строителството на „скаути“ и „тауни“ е прекратено и се започва строеж на „супер-скаутите“ – леките крайцери от типа „Аретуза“.
| Сравнителни ТТХ на крайцери заложени 1907 − 1910 г. | |                                    |                                         |                                         |                                        |                                                                      |                                                              |
| Характеристики                                      | „Чикума“ · Япония | „Адмирал Шпаун“ Австро-Унгария     | „Блонд“ · Великобритания                | „Aктив“ · Великобритания                | „Уеймът“ · Великобритания              | „Колберг“ Германия                                                   | Магдебург Германия                                           |
| Година на залагане                                  | 1909 | 1908                               | 1909                                    | 1910                                    | 1910                                   | 1907                                                                 | 1910                                                         |
| Година на влизане в строй                           | 1912 | 1910                               | 1910                                    | 1911                                    | 1911                                   | 1909                                                                 | 1912                                                         |
| Размери, m (Д×Ш×Г)                                  | 144,8×14,2×5,1 | 130,6×12,8×5,3                     | 123,4×12,6×4,7                          | 123,8×12,6×4,7                          | 138,1×14,8×4,82                        | 130×14×5,36                                                          | 138,7×13,5×5,1                                               |
| Водоизместимост, t                                  | 5000 | 3500                               | 3404                                    | 3495                                    | 5334                                   | 4362                                                                 | 4570                                                         |
| Въоръжение                                          | 8 – 152 mm, 4 – 80 mm, ТА 3×1 – 450 mm                                                                                        | 7 – 100 mm, 1 – 470 mm             | 10 – 102 mm, 4 – 47 mm, ТА 2×1 – 533 mm | 10 – 102 mm, 4 – 47 mm, ТА 2×1 – 450 mm | 8 – 152 mm, 4 – 47 mm, ТА 2×1 – 533 mm | 12 – 105 mm, 4 – 52 mm, ТА 2×1 – 450 mm                              | 12 – 105 mm, ТА 2×1 – 500 mm                                 |
| Брониране, mm                                       | Палуба – 57 – 38, пояс – 89 – 50, рубка – 102 (Палуба – 22, борд в района на торпедния отсек – 89, скосове – 57, рубка – 102) | Палуба – 20, пояс – 60, рубка – 50 | Палуба – 38, рубка – 102                | Палуба – 25, рубка – 102                | Палуба – 51 – 19, рубка – 102          | Палуба – 20 – 40, скосове – 50 – 80, щитове оръдия – 50, рубка – 100 | Палуба – 20 – 40, пояс – 60, щитове оръдия – 50, рубка – 100 |
| Силова установка, к.с.                              | ПТ, 22 500 | ПТ, 25 130                         | ПТ, 18 000                              | ПТ, 18 000                              | ПТ, 22 000                             | ПТ, 19 000                                                           | ПТ, 25 000                                                   |
| Далечина на плаване, морски мили                    | 10 000 при 10 възела 5000 при 16 възела                                                                                       | 4200 при 10 възела                 |                                         |                                         | 5600 при 10 възела                     | 3500 при 14 възела                                                   | 5820 при 12 възела                                           |
| Проектна скорост, възела                            | 26 |                                    | 24,5                                    | 25                                      | 25                                     | 25,5                                                                 | 27                                                           |
| Максимална скорост, възела                          | 26,79 – 27,14 | 27,01                              | 25,3 – 25,67                            | 25,1 – 25,9                             | 25,6 – 26,0                            | 26,3 – 26,8                                                          | 27,5 – 28,2                                                  |